# 马哈茂德·哈桑
馬哈茂德·艾哈迈德·伊布拉希姆·哈桑（羅馬化：Mahmoud Ahmed Ibrahim Hassan，1994年10月1日—），通常被稱為查斯古特（羅馬化：Trézéguet），是一名埃及職業足球員，現效力於艾雷恩（土耳其足球超级联赛球會特拉布宗外借）和埃及國家足球隊。他的暱稱是由法國前球員大卫·特雷泽盖而來。
查斯古特於阿赫利開始其職業生涯，於18歲時成為其中一位一線隊成員，並隨隊贏得2012年和2013年。2015年，他被外借至比利時球會安德列治，於1年後正式轉會。但是，查斯古特並未能於安德列治一線隊站穩陣腳，曾分別被外借至梅斯干和卡森柏沙。效力卡森柏沙時，他成為土超單季入球最多的埃及球員，使卡森柏沙於2018年出價把他買下。
在國家隊方面，查斯古特曾代表埃及 U20和埃及 U23上陣。2014年，他在19歲時首次代表埃及國家足球隊上陣。查斯古特曾參加2018年世界盃，並於全部3場分組賽上陣。

## 榮譽

### 球會
阿赫利
- 非洲聯賽冠軍盃：2012年、2013年（英语：2013 CAF Champions League）

### 國家隊
埃及 U20
- 非洲U-20國家盃：2013年（英语：2013 CAF Champions League）[4][5]

## 外部連結
- 马哈茂德·哈桑－UEFA國際賽競賽紀錄
- Soccerway資料庫：马哈茂德·哈桑
- 足球数据库：马哈茂德·哈桑的球员统计数据